# حسین راستی کاشانی
حسین راستی کاشانی (زادهٔ ۱۳۰۶ در کاشان – درگذشته ۲۹ شهریور ۱۳۹۶ در  تهران) از اعضای جامعهٔ مدرسان حوزهٔ علمیهٔ قم، و عضو شورای عالی حوزهٔ علمیهٔ قم بود. او در دوره‌های اول و دوم مجلس خبرگان رهبری به نمایندگی از استان تهران حضور داشت. 

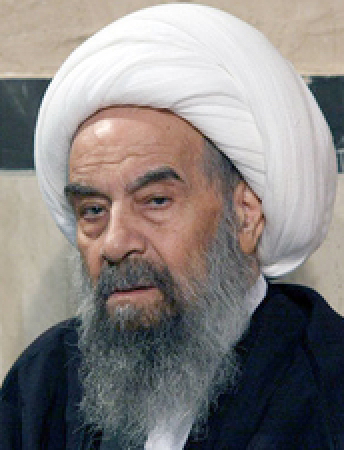
آیت الله حسین راستی کاشانی

## تحصیلات
وی از روحانیونی است که سال‌ها قبل از پیروزی انقلاب پس از مدتی تحصیل حوزوی در کاشان و قم به نجف رفت. پس از ماجرای اختلافات مرزی بین ایران و عراق در زمان شاه که عده‌ای از ایرانی‌های مقیم عراق را از آنجا بیرون کردند او هم به ایران آمد.

## فعالیتهای سیاسی
همزمان با تحصیل، به مبارزه با حکومت پهلوی می‌پرداخت. او با اطاعت از سید روح‌الله خمینی به بدگویی از خاندان پهلوی دست می‌زد و برای برقراری حکومت اسلامی، تبلیغ می‌کرد. او با تعطیلی درس خود در نجف و حضور در درس سید روح‌الله خمینی سعی در مطرح نمودن و تقویت نهضت خمینی داشت. همچنین در سال ۱۳۴۳ وی موضوع تقلید از سید روح‌الله خمینی را به شکلی جدی طرح کرد. وی درجریان تحصن روحانیان در دانشگاه تهران (ماه‌های آخر سال ۱۳۵۷) هم شرکت داشته‌است. گفته می‌شود: او با عضویت در جامعهٔ مدرسان حوزهٔ علمیهٔ قم، به فعالان این مجموعه تبدیل شد و بسیاری از اعلامیه‌ها و بیانیه‌ها بر ضد حکومت محمدرضا پهلوی، امضای او را بر خود دارند. جامعهٔ مدرسان حوزهٔ علمیهٔ قم توسط روحانیون دیگری تأسیس شد و بسیاری از بیانیه‌های آن بدون امضا بود یا امضای هر کسی که موافقت می‌کرد زیر اعلامیه‌ها نوشته می‌شد. راستی کاشانی در آستانه انقلاب و بعد آن دراین تشکل فعال شد. گفته می‌شود: او در زمان حکومت شاه به نمایندگی از سوی سید روح‌الله خمینی برای پشتیبانی از اعتصاب کارکنان صنعت نفت به آبادان سفر کرد. همچنین او از کسانی بود که در مسجد دانشگاه تهران متحصن شد.

## منصب ها
از جمله مسؤولیت‌های او پس از انقلاب به شرح زیر است:
- عضویت در دفتر استفتائات سید روح‌الله خمینی؛
- عضویت در شورای عالی موقّت اعزام قضات؛
- عضویت در شورای تشخیص صلاحیت فقهی و اجتهاد کاندیداهای شورای عالی قضایی؛
- نمایندگی امام در شورای عالی مدیریّت حوزه علمیه قم؛
- ریاست شورای عالی حوزه علمیه قم؛
- عضویت در جامعه مدرسان حوزه علمیه قم؛
- نمایندگی مجلس خبرگان رهبری در دوره‌های اوّل و دوم از استان تهران؛
- نمایندگی امام در سازمان مجاهدین انقلاب اسلامی[۳]

در سال‌های اخیر هرچند که او از جامعه مدرسان به‌طور رسمی خارج نشد، اما از سال ۱۳۸۴ و به دنبال حمایت جامعه‌ مدرسان از احمدی‌نژاد دیگر در جلسات جامعه‌ مدرسان شرکت نکرد. او از ۱۳۸۴ به بعد با انتشار بیانیه‌های مختلف و حمایت از سیدحسن خمینی و هاشمی رفسنجانی با نوعی از رفتاری که حاکمیت در پیش داشت، مخالفت کرد.
در آذر سال ۱۳۹۲ وی برنامه‌های حسن روحانی را تداوم حقیقی مسیر انقلاب اسلامی و خط سید روح‌الله خمینی توصیف کرد و با تشکر از حسن روحانی گفت: «خدا را شاکرم که اوضاع کشور و نظام به سوی تدبیر و مدیریت همراه با تفکر، خرد و منطق پیش می‌رود.»

## درگذشت
وی در ۲۹ شهریور ۱۳۹۶ خورشیدی و پس از تحمل سال‌ها بیماری در سن ۹۰ سالگی در شهر تهران درگذشت. سید علی خامنه‌ای، ۱ مهر ۱۳۹۶ در پیامی درگذشت وی را تسلیت گفت.